# Owusu Benson
Owusu Benson, né le 22 mars 1977, est un footballeur ghanéen évoluant au milieu de terrain.